# Cédula de identidad (Venezuela)
La cédula de identidad de Venezuela es un documento de identidad nacional mediante el cual un ciudadano residenciado en el país, sea extranjero o nacional, queda registrado como parte de la población de Venezuela. La cédula de identidad consiste en una lámina plastificada que recoge una serie de elementos del ciudadano como su estado civil, nacionalidad, fecha de nacimiento, entre otros datos.
La cedula de identidad venezolana es procesada actualmente por el Servicio Administrativo de identificación, Migración y Extranjería (SAIME) (antes Oficina Nacional de Identificación y Extranjería (ONIDEX), primeramente DIEX), organismo dependiente del Ministerio del Poder Popular para Relaciones Interiores, Justicia y Paz. Por tratarse de un documento de vital importancia para cualquier ciudadano, el gobierno nacional inicia un plan de cedulación a lo largo de todo el país (Misión Identidad), creando un sistema automatizado en donde estos documentos son impresos en computadoras en menos de 5 minutos, pero reduciendo significativamente la seguridad y calidad del mismo. Para enero del 2010, se han cedulado a más de 27 millones de venezolanos. El sistema automatizado, no obstante, solo reconoce los primeros 20 millones. 
La cédula de identidad es el principal documento de identidad nacional dentro de Venezuela. Este documento y/o el pasaporte venezolano son requisitos indispensables para una inconmensurable cantidad de trámites diarios realizados por los ciudadanos, además, son los documentos solicitados por todos los organismos de seguridad y dependencias del gobierno.
Todos los ciudadanos venezolanos nacidos en el territorio de la república, podrán solicitar la cédula de identidad por primera vez a partir de los 9 años de edad, la renovación del documento (por motivos de vencimiento, pérdida, robo, extravío, deterioro, cambio de estado civil, o cualquier otra modificación de los elementos de identificación) se podrá realizar en cualquier momento ante el SAIME .
Todos los ciudadanos(as) nacidos(as) en territorio extranjero, al ser hijo(a) de madre venezolana (por nacimiento) y/o padre venezolano (por nacimiento) podrán solicitar la cédula de identidad en Venezuela por primera vez a partir de los 9 años de edad. La renovación del documento (por motivos de vencimiento, pérdida, robo, extravío, deterioro, cambio de estado civil, o cualquier otra modificación de los elementos de identificación) se podrá realizar en cualquier momento ante el SAIME.
Todos los ciudadanos(as) nacidos(as) en territorio extranjero, al ser hijo(a) de madre venezolana (por naturalización) y/o padre venezolano (por naturalización) podrán solicitar la cédula de identidad en Venezuela por primera vez desde los 9 años y hasta los 25 años de edad. La renovación del documento (por motivos de vencimiento, pérdida, robo, extravío, deterioro, cambio de estado civil, o cualquier otra modificación de los elementos de identificación) se podrá realizar en cualquier momento ante el SAIME.
La Constitución de la República Bolivariana de Venezuela, en su artículo 56, estipula que “toda persona tiene derecho a obtener documentos públicos que comprueben su identidad”, lo que supone que todo venezolano o ciudadano extranjero con residencia legal puede optar de manera oportuna por una cédula de identidad. Los requisitos para emitir una cédula de identidad son la partida de nacimiento y otros más.

## Elementos de la cédula de identidad ordinaria

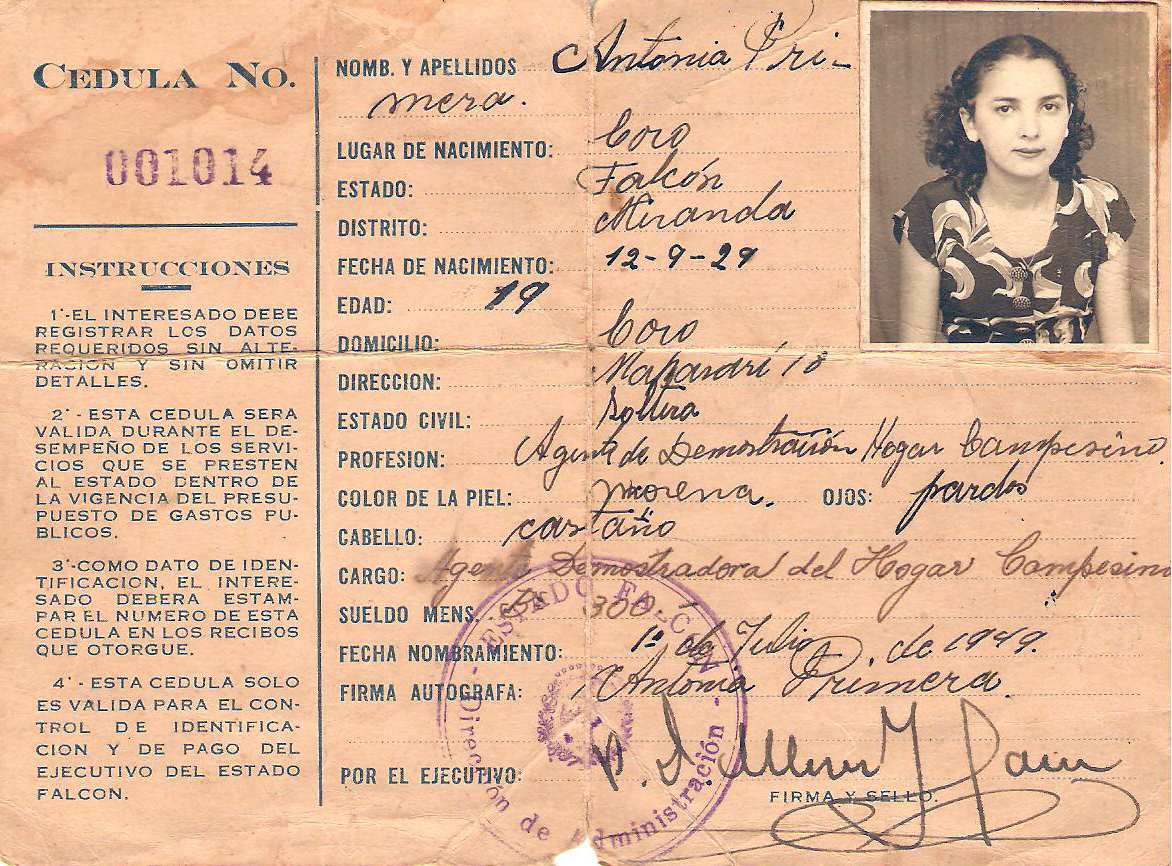
Cedula Antigua de Venezuela.

La cédula de identidad es una lámina plastificada que se expide en un formato impreso (a color) en el idioma español. En la parte superior y en todo lo ancho de la cédula, está impreso el tricolor nacional con cuatro franjas: amarilla, azul, roja y blanca. Dentro de la franja azul, en letras blancas, aparece el texto: República Bolivariana de Venezuela, y en la franja blanca con letras negras aparece el texto: Cédula de Identidad.
Otros elementos:
- Número de serie de la cédula de identidad
- Número de la oficina expedidora
- Firma y nombre del director(a) del SAIME
- Nombres completos del titular (apellidos y nombres, en ese orden)
- Firma digitalizada del titular
- Fotografía digital del titular (tamaño: 51x51 mm)
- Impresión de la huella dactilar del dedo pulgar de la mano derecha del titular
- Fecha de nacimiento del titular
- Estado civil del titular
- Fecha de expedición de la cédula de identidad
- Fecha de vencimiento de la cédula de identidad
- Nacionalidad del titular (donde reside)

La cédula de identidad se imprime en un fondo gris claro con letras de color negro. Además, en el centro de la cédula se puede apreciar el escudo de armas de Venezuela en color amarillo claro. En el reverso de la cédula está impreso el escudo armas de Venezuela con tinta invisible de color amarillo que reacciona a la luz ultravioleta de 254 nanómetros de longitud de onda.

## Cédula de identidad para ciudadanos extranjeros
El SAIME  actúa como ente migratorio, permitiendo la admisión y la regularización de los ciudadanos extranjeros residentes en el país, mediante una cédula de identidad exclusiva para ellos.

### Cédula de identidad para ciudadano extranjero en condición de transeúnte
La cédula de transeúnte venezolana es aquel documento otorgado a los ciudadanos extranjeros que han decidido radicarse en el país o que son migrantes temporales en el mismo. Está cédula posee un fondo de color amarillo, solo es válida por (1) un año. Es similar a la cédula de identidad ordinaria, pero contiene tres datos adicionales: condición migratoria del extranjero, nacionalidad de origen del extranjero y profesión que desempeña el extranjero en Venezuela.
A las personas que se les otorgan las cédulas de transeúnte, deben actualizar sus datos cada año para poder renovar este documento.
Luego de 3 años, la persona puede optar por una cédula de residente (Vigencia por 5 años).
Pero para ello, debe tener en cuenta, que no puede salir del país en ese periodo de tiempo. Pues tendrá que seguir siendo transeúnte, hasta tanto no cumpla con los 3 años viviendo ininterrumpidamente en el país.

### Cédula de identidad para ciudadano extranjero en condición de residente
Este documento solo se obtiene, cuando el SAIME ha considerado que el ciudadano extranjero ha cumplido previamente con las condiciones necesarias para obtener una cédula de identidad con calidad migratoria: “Residente”
Las principales condiciones requeridas por el SAIME son:
- Renovar la cédula de transeúnte por 3 años consecutivos.
- No haber salido del país en el transcurso de los 3 años anteriores.
- Debe tener el pasaporte vigente.
- Tendrá que demostrar con que medios económicos se mantiene en el país (Situación Laboral).

La cédula de residente tiene una vigencia de 5 años. La cual se solicita solamente una vez.
Luego de transcurridos los 5 años, el ciudadano puede optar por la nacionalidad venezolana. Es decir; tendrá una “Cédula de identidad ordinaria”

## Cédula de identidad como documento de viaje
Para viajar fuera de Venezuela o retornar al país, los venezolanos requieren documentos de identidad o documentos de viaje para transitar y pasar los controles migratorios en aeropuertos o fronteras terrestres; sin embargo hay países a los que los venezolanos pueden viajar solo con la Cédula de ciudadanía, sin la necesidad de portar el Pasaporte colombiano o  Visa de Viaje, gracias a acuerdos internacionales.
Venezuela era un Estado Miembro de la Comunidad Andina hasta 2006, cuando el presidente de Venezuela, Hugo Chávez, anuncia el retiro de Venezuela de la Comunidad; y tambien fue miembro del Mercosur hasta 2017, cuando se decidio su suspención del tratado, por lo que los ciudadanos venezolanos pueden ingresar únicamente a la Argentina y Brasil, solo con la presentación de su Cédula de ciudadanía, así mismo los ciudadanos de los argentinos y brasileños, pueden ingresar a Venezuela solo con la presentación de su respectivo Documento de identidad ; estos países son:
| Mercosur  | Documentos de viaje permitidos                                |
| Argentina | Documento nacional de identidad argentino Pasaporte argentino |
| Brasil    | Carteira de Identidade brasileña Pasaporte brasileño          |
| Venezuela | Cédula de identidad (Venezuela) Pasaporte venezolano          |